# Guilhem Fabre
Guillem Fabre (fl. mitjans segle xiii) va ser un trobador i burgès de Narbona. Va ser un dels diversos trobadors de Narbona de mitjans del segle xiii, amb Bernart Alanhan o Miquel de Castillon. Es creu que és la mateixa persona que apareix a En Guillems Fabres, sap fargar, un poema eulogístic de Bernart d'Auriac.

## Obra
Les obres de Guilhem Fabre inclouen On mais vei, plus trop sordejor (216.1), un sirventes sobre la decadència moral i política de l'època, i Pos dels majors princeps auzem conten (216.2), una cançó de croada. En la primera composició, Guilhem fa una crítica de la política i la religió d'aquell moment per ser massa mundanes, i les relaciona amb el trist estat en què es trobava la situació a Terra Santa en aquell període. En la segona, inspirada en la pietat, culpa les guerres dins del cristianisme, segons ell responsables del fracàs de les croades, i en particular les ordes mendicants. És universalment acceptat que aquesta cançó va ser escrita després de la pèrdua de Jerusalem el 1244. Alguns estudiosos la situen als anys 1245-1258 (C. Fabre) o 1254-1269 (Carl Appel, Sergio Vatteroni). Durant el pontificat del papa Climent IV (1264-1268), quan es van intensificar les guerres entre els Güelfs i gibel·lins, Guilhem Fabre va revelar les seves simpaties gibel·lines, cobrint al papa d'acusacions i subratllant el fet que el mateix papa no havia dirigit mai una croada. A causa d'aquesta referència al papa, és possible que aquesta cançó no hagués estat escrita durant l'interregne papal de 1268–1271. L'estudiós Amos Parducci suggereix que va ser composta durant la guerra dels vespres sicilians, no més tard del 1284-1285.

El trobador contemporani Uc de Sant Circ critica Guilhem Fabre en la seva cobla Guillems Fabres nos fai en brau lengage (457.17), per l'ús de frases artificials amb un significat fosc.
Guillems Fabres nos fai en brau lengage
Manz braus broncs brenx, bravan de brava guia,
E rocs e brocs qe met en son cantage,
E fils e pils e motz d'algaravia,
E cornz e critz e got... len,
E durs e mus e musas e musen,
E naus e mars e auras e freich ven
E pix e nix qe trai d'astronomia.
 A partir d'això, es pot suposar que Guilhem pertanyia a l'escola de composició del trobar ric, que afavoria les paraules curtes, una gran quantitat de consonants en comparació amb les vocals i, normalment, sons estridents i rimes poc habituals. Identificar el "Guillelms Fabres" de la composició d'Uc de Sant Circ amb Guilhem és controvertit. Diversos usos interns suggereixen que les crítiques realitzades en aquest poema poden ser especialment apropiades per a Guilhem Ademar, en el qual cas "Fabre" es podria interpretar com un sobrenom que significa "ferrer", però que és un dels substantius referits a oficis artesans que s'utilitza per l'art de la poesia (p. ex. Dant qualifica Arnaut Daniel d' "il miglior fabbro del parlar materno").